# Червоный Яр (Любашёвский район)
Червоный Яр (укр. Червоний Яр) — село, относится к Любашёвскому району Одесской области Украины.
Население по переписи 2001 года составляло 260 человек. Почтовый индекс — 66552. Телефонный код — 4864. Занимает площадь 0,714 км². Код КОАТУУ — 5123383206.

## Местный совет
66551, Одесская обл., Любашёвский р-н, с. Новокарбовка